# Paralabrax dewegeri
Paralabrax dewegeri är en fiskart som först beskrevs av Metzelaar, 1919.  Paralabrax dewegeri ingår i släktet Paralabrax och familjen havsabborrfiskar. IUCN kategoriserar arten globalt som nära hotad. Inga underarter finns listade i Catalogue of Life.